# Nestorius

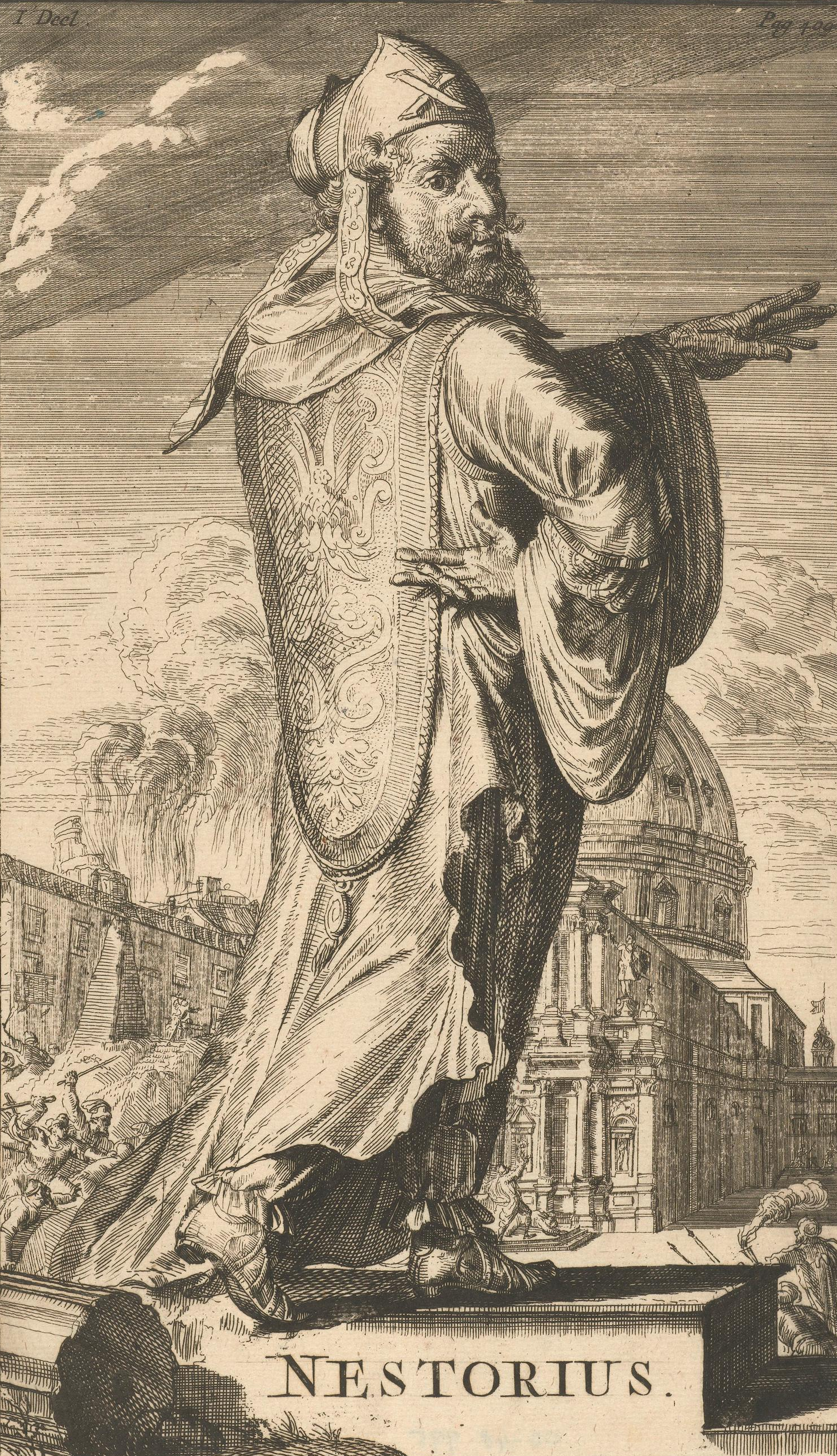
Mar Nestorius, enligt en 1600-talsmålning.

Nestorius (grekiska Νεστόριος), född omkring 381, äv nämnd "Nestor", död omkring 451 i  Panopolis (Akhmim Egypten), var patriark av Konstantinopel mellan 428 och 431. Han gav upphov till nestorianism genom sina försök att medla mellan stridande grupper, vilket ledde till fördömande av Nestorius själv och nestorianismen inom det sena Romarriket. Däremot bland kristna öster om Romarriket hyllas Nestor i olika former. Nestorianismen spred sig i begränsad omfattning i Asien ända till Kina. 
Nestor står i centrum av den första stora politisk-religiösa striden i Bysantinska riket.

## Striden om Jesu väsen
Striden handlade om förnekandet av Jesu absoluta gudomlighet, var Jesus allt igenom gudomlig, helt eller delvis mänsklig? Där Nestor driver igenom kompromissen både och, och hävdar att det är förenligt med den Nicaenska trosbekännelsen. 
En grupp ledd av patriarken Kyrillos i Alexandria betonade att Maria var en gudaföderska så som kyrkomötet i Nicea hade fastställt år 325 medan andra hävdade att Jesus i egenskap av gudomlig varelse inte kunde vara född alls. Nestorius hade kejsar Theodosius II:s stöd att lansera begreppet Kristföderska som en kompromiss, men lyckades inte ena parterna.
Istället anklagades Nestorius för kätteri. År 430 skrev han en böneskrift till påven Celestinus I, som dock tog Kyrillos parti. Året därpå hölls konciliet i Efesus 431 där Nestorius avsattes som biskop och hans lära förklarades vara kättersk. År 451 bannlystes läran återigen vid konciliet i Chalkedon av de biskopssäten som senare bildade de katolska och ortodoxa kyrkorna. Biskoparna längst i öster, i Mesopotamien och Persien, medverkade dock inte i dessa beslut och inom den moderna Österns apostoliska och katolska assyriska kyrka firas hans helgdag den 25 oktober.

## Striden om Jesu väsen - i ett politiskt perspektiv

### Trosbekännelse till imperiet
Denna typ av teologiska strider i det sena Romarriket och senare i Bysantinska riket skall relateras till att dogmen (Nicaenska trosbekännelsen 325),  patriarken av Konstantinopel, imperiet och kejsaren var förenade i en enhet. 
Gjorde individen Nicaenska trosbekännelsen var det också en lojalitetsförklaring till  patriarken av Konstantinopel, imperiet och kejsaren. Detta var kärnan i att hålla ihop imperiet i det sena Romarriket, staten Romarriket och senare Bysantinska riket försvarade kyrkans ställning och kyrkan upprätthöll imperiets institutioner och därmed också kejsaren och dennes absoluta makt. Vilket också är grunden till statsbildningarna i ex Norden för 1000 år sedan, kristendomens införande i ex Sverige och kyrkans upprätthållande av statens institutioner och därmed också kungen. 
Detta koncept var också grunden att motivera imperiet att kunna straffa förräderibrott såsom motsvarande högförräderi och landsförräderi, som skall ses i skuggan av Judas Iskariot i den starkt teologiskt artikulerade regimen. Samma politiska perspektiv ligger bakom Svenska kyrkan som från Riksdagen 1600 i Linköping präglades av luthersk ortodoxi Augsburgska bekännelsen, och från och med 1680-talet ett allt starkare band till statsmakten.

### Behovet att förneka imperiets makt
Den motsatta sidan av saken var behovet för kristna utanför  Romarriket och senare Bysantinska riket att vara kristen utan lojalitetsförklaring till imperiet (Romarriket och senare Bysantinska riket) och kejsaren. Detta gäller till exempel Österns assyriska kyrka i Iran.
Imperiet var också stort och frågan handlade politiskt om centralstyrning kontra decentralisering (makten hos andra patriarkerna och  patriarken av Konstantinopel ställning över de andra patriarkerna). Här fanns ett behov att förneka någonting, om än så lite i dogmen, dem från imperiets koncilier. Samma politiska perspektiv ligger också som en stark del bakom den andra stora religiösa striden i Bysantinska riket, Ikonoklasmen 730-787, 813-843. 
Samma grund ligger i det mycket starka likheterna men också de starka betonandet av skillnaderna mellan Kristendom och Islam, dvs ursprungligen i syfte att konkret förneka kejsaren i Konstantinopels makt (genom det tydliga förnekandet av imperiets koncilier). Men det ligger också politiskt bakom de mycket mindre skillnaderna mellan Grekisk-ortodoxa kyrkan och Romersk-katolska kyrkan (Romersk-katolska kyrkan, Frankiska riketa/Tysk-romerska rikets (Västromerska rikets) befrielse från Bysantinska kejsarena och påvens befrielse från  patriarken av Konstantinopel, från makt och infytande). Det är också grunden för att Visigoterna var Arianer och påvens kompromisslösa förföljelsen av Arianismen senare. Så även införandet av Protestantismen, kungarnas befrielse från påvens makt och kyrkans förstatligande, med stöd ex av Lutherdomen. Dvs någon form av kyrklig backning för att förneka en tidigare politisk makts utövning.  
Med samma grund om den "globala enigheten" krävde Bysantinska riket att erövrade områden skulle utföra Nicaenska trosbekännelsen och därmed till lojalitetsförklaring till  patriarken av Konstantinopel, imperiet, Bysantinska riket och kejsaren, och därmed grunden att motivera imperiet att kunna hävda och straffa förräderibrott.

### Nestors kompromiss och fall
"Striden om Jesu väsen" är i princip den första stora utmaningen om den förenade absoluta makten i kyrkan och imperiet där man söker en väg att möta hotet mot den "globala enigheten" och imperiets ambitioner. Nestors initiativ med stöd av kejsaren syftade till att inte bara förena religionen kristendomen, ekumenin utan också upprätthålla imperiets "globala makt" även utanför sina gränser genom religiös kristen mission. 
Stridens sakliga kärna handlade om förnekandet av Jesu absoluta gudomlighet som en del av imperiets dogm den Nicaenska trosbekännelsen, som i princip kan ses som ett förnekande av imperiet och kejsaren. 
Där Nestor som patriark av Konstantinopel med kejsarens stöd driver igenom kompromissen "både och" och hävdar att det är förenligt med dogmen, den Nicaenska trosbekännelsen, vilket i stora delar måste ses som en politisk kompromiss. Dvs hävdandet att bestridandet av Jesu absoluta gudomlighet inte var ett bestridande av den Nicaenska trosbekännelsen, utan inom ramen för den gällande ordningen av den globala kyrkan under kejsarens och patriarken av Konstantinopels överhöghet och kontroll. 
De striktare interna statsbärande maktstrukturerna inom imperiet segrade dock i striden där såväl oppositionen som kompromissen fördöms i konciliet i Efesus 431. Vilket innebar att Nestor avsattes som patriark av Konstantinopel och tvingas i landsflykt, österut. Där nestorianismen utvecklas och sprids öster om imperiet under många år och nådde ända till Kina. Nestor såsom fördömd, raderades i imperiet, Bysantinska riket (Västerlandet) så långt som möjligt all information om denne icke-person såsom han och striden aldrig existerat. Numera anses Nestor ingå i den klassiska kyrko-historian och stridens sakliga kärna som en viktigt lärofråga. 
Slutet, är av stor central ekumenisk betydelse, kyrkans fortsatta historia, där konciliet i Efesus innebar också den definitiva brytningen med kyrkorna utanför imperiet och så också ex Österns apostoliska och katolska assyriska kyrka. 
Den enhetliga globala kyrkan upphör.